# Rod Camphor
Roderick Rodney Camphor, detto Rod (Baltimora, 10 marzo 1992), è un cestista statunitense.

## Palmarès
- Coppa di Slovenia: 1

Krka Novo mesto: 2021